# La casa de los engaños
La casa de los engaños (en ruso: Дом дураков) es una película rusa de 2002 dirigida por Andréi Konchalovski sobre los pacientes psiquiátricos y los combatientes durante la primera guerra de Chechenia. Está protagonizada por Julia Vysotskaya, Yevgeni Mironov y Sultan Islamov, y cuenta con la aparición especial del músico canadiense Bryan Adams. La música de la película fue compuesta por el reconocido Eduard Artémiev.
Logrando cierta controversia en Rusia, La casa de los engaños es una extraña mezcla de comedia negra, drama, cine bélico y contenido psicológico sutilmente perturbador.

## Sinopsis
La película cuenta la historia de un hospital psiquiátrico en la república rusa de Ingushetia en la frontera con la república de Chechenia, devastada por la guerra, en 1996. Con el personal médico desapareciendo para buscar ayuda aparentemente, los pacientes son abandonados a su suerte. Zhanna (Yuliya Vysotskaya), una mujer joven, vive con la creencia de que la estrella del pop canadiense Bryan Adams es su prometido, que está de gira y que, en algún momento del futuro, vendrá a llevarla con él. Zhanna es una especie de guardiana ad hoc de la paz, la felicidad y el control de los demás; intenta ayudar a frenar los impulsos exuberantes de algunos de los pacientes. Felizmente inconscientes del terror de la guerra, los pacientes pasan sus días en el hospital. Entre sus invitados se encuentra un grupo de rebeldes chechenos, uno de los cuales, Ahmed (Sultan Islamov), le promete matrimonio a Zhanna y es correspondido. Regresa a la "Casa" donde, con la ayuda de sus compañeros de residencia, se prepara para su matrimonio con Ahmed. Sin embargo, sus esperanzas no se cumplen y Ahmed y Zhanna terminan separándose. La mujer regresa a la "Casa" para reanudar su vida allí.
La historia se inspiró en parte en la tragedia de la vida real del hospital psiquiátrico de Shali, Chechenia, que fue abandonado por el personal durante la campaña de bombardeos rusos y en el que muchos pacientes murieron posteriormente a causa de los ataques y el abandono. La historia también refleja la trama de la película clásica de culto francesa Rey de Corazones (Le Roi de coeur, protagonizada por Alan Bates en 1967) de Philippe de Broca,  sobre los internos de un asilo abandonado por el personal durante la Primera Guerra Mundial que terminan conquistando un pueblo cercano. Las dos películas tienen incluso similitudes en su conclusión, con un soldado que se refugia de la locura de la guerra en el asilo cuando éste vuelve a la normalidad. Aunque hay algunos aspectos similares a Rey de Corazones, la diferencia entre las dos películas es que los internos en esta última asumen las diversas personalidades de la gente del pueblo, como el alcalde, el panadero o la prostituta.

## Reparto principal
- Julia Vysotskaya es Zhanna.
- Sultan Islamov es Ahmed.
- Yevgeny Mironov es un oficial ruso.
- Stanislav Varkki es Ali.
- Bryan Adams es él mismo.
- Cecilie Thomsen es White Tights.
- Pavel Grachev es él mismo (imágenes de archivo).
- Vladimir Fyodorov es Karlusha.
- Maria Politseymako es Vika.

## Recepción

### Premios
- Festival de Cine de Venecia - Gran Premio del Jurado
- Festival de Cine de Venecia - Premio UNICEF
- Festival de Cine de Bergen - Premio del Jurado

### Nominaciones
- Festival de Cine de Venecia - León de Oro
- Premios Óscar - Representante rusa en la categoría de mejor película de habla no inglesa
- Premios Nika - Mejor música

### Respuesta de la crítica
La casa de los engaños cuenta con un rating promedio de 52/100 en la página de reseñas Metacritic y un porcentaje de aprobación del 40% en Rotten Tomatoes, otra página especializada. El famoso crítico de cine Roger Ebert le dio a la película tres estrellas sobre cuatro posibles, destacando que se trata de "una película que tiene éxito no argumentando que el mundo está más loco que el asilo, sino llegando a la melancólica posibilidad de que ambos estén igualmente locos".

## Nots y referencias
- Esta obra contiene una traducción  derivada de «House of Fools (film)» de Wikipedia en inglés, publicada por sus editores bajo la Licencia de documentación libre de GNU y la Licencia Creative Commons Atribución-CompartirIgual 4.0 Internacional.

1. ↑  Kehr, Dave (25 de abril de 2003). «FILM IN REVIEW; 'House of Fools'». The New York Times (en inglés estadounidense). ISSN 0362-4331. Consultado el 22 de diciembre de 2019.
2. 1 2 3  Young, Deborah (9 de septiembre de 2002). «House of Fools». Variety (en inglés). Consultado el 22 de diciembre de 2019.
3. ↑  «The House of Fools (Dom Durakov)». Cineuropa - the best of european cinema (en inglés). Consultado el 22 de diciembre de 2019.
4. ↑  «House of Fools». Metacritic (en inglés). Consultado el 6 de enero de 2015.
5. ↑  «House of Fools» (en inglés). 25 de 2003. Consultado el 6 de enero de 2015.
6. ↑  Ebert, Roger (16 de mayo de 2003). «House Of Fools» (en inglés). Consultado el 6 de enero de 2015.